# Sala de música (Ciudad Abierta)
La Sala de música es una obra arquitectónica realizada dentro de la Ciudad Abierta de Ritoque (Chile) en el año 1972 por el arquitecto Alberto Cruz Covarrubias y Juan Purcell Fricke.
El edificio consiste en un lugar en torno a la música. Se genera un cubo de 10 x 10 x 3,50 metros de alto, con planta libre de apoyos. Muros lisos sin ventanas generan un exterior con acabado en pintura blanca neutra, contrastando con el color de la arena. El interior con sólo un lucernario al centro, una caja de luz con una ventana de guillotina que no interrumpe la continuidad del suelo para un acto si lo requiriese siendo así este el protagonista.

## Ubicación
Uno de los arquitectos del grupo, José Vial Armstrong, propuso situar el proyecto en la parte baja de los terrenos, junto a una duna, que lo protegería del ruido del oleaje del mar.

## Accesos
El acceso al lugar está constituido por 3 puertas. Se nombraron, según el uso: puerta de actos, de servicio, de los concertistas, cada uno de estos accesos, estaba diseñado a modo de casetón. Cada uno de ellos contiene dobles puertas sin luz, de manera de provocar en la retina durante el breve trayecto de dos pasos, la atenuación necesaria para regular la pupila a la luz interior suave.

## Materiales y construcción
Es un edificio enteramente de madera, en pino insigne; pino tinglado de 1×10”, entablado a 60° y pintada de blanco al exterior, suspendida del suelo natural a 60 cm, mediante pilares de bloque de cemento hormigonados, empotrados en la arena, sobre ellos una parrilla de vigas maestras de pino insigne de 2x10” y sobre ésta un envigado menor 2x8” que se rigidiza con la tabla de piso machihembrada de 1x5”.
Para resolver la problemática de la acústica, y realizar la habilitación de esta obra, es decir el hacer de ella un buen lugar para la música, se llevó a cabo con la faena que abordó el taller de obras. Se inventaron y construyeron paneles acústicos. Para ello se hizo una tala de las totoras del estero Mantagua, que cruza la parte baja de los terrenos, con ellos se conformaron en el interior de la sala recién edificada, unos telares y durante meses se tejieron afanosamente con las totoras ya secadas unas alfombras rigurosamente elaboradas las que se cortaron y montaron en bastidores previamente hechos. Este material tiene diferentes condiciones según sus caras, por un lado se encuentra lo absorbente al sonido, y por el otro lo reflejante. 
Las placas una vez terminadas, se instalan clavándolas a los bastidores (placas de madera aglomerada).